# Giannis Antetokounmpo
Giannis Sina Ougko Antetokounmpo (n. 6 decembrie 1994, Atena, Grecia) este un baschetbalist grec de origine nigeriană care joacă pentru Milwaukee Bucks în NBA. Este fratele mai mic al lui Thanasis Antetokounmpo, jucător al aceleiași echipe, și al lui Kostas Antetokounmpo, care joacă pentru South Bay Lakers.